# Sylvilagus obscurus
Sylvilagus obscurus — вид зайцеподібних ссавців родини зайцеві (Leporidae).

## Поширення
Sylvilagus obscurus має розірваний ареал у високогір'ях східних штатів США, що включає центральну Пенсільванію, західний Меріленд, західну Вірджинію, східну частину Західної Вірджинії, східний Теннессі, східний Кентуккі, західну Північну Кароліну, північну частину Південної Кароліни, північну Джорджію і північну частину Алабами.

## Систематика
Sylvilagus obscurus виділений як самостійний вид у 1992 році з виду Sylvilagus transitionalis.